# 빌라우르바나
빌라우르바나(Villaurbana, 사르데냐어로 비도브라나)는 이탈리아 사르데냐 주 오리스타노도에 있는 코무네이며, 칼리아리에서 북서쪽으로 약 80 km, 오리스타노에서 동쪽으로 약 15 km 떨어져 있다.
빌라우르바나는 다음 지자체들과 접해 있다: 알라이, 모고렐라, 오리스타노, 팔마스아르보레아, 루이나스, 시아만나, 우셀루스, 빌라베르데.